# (1279) Uganda
(1279) Uganda est un astéroïde de la ceinture principale découvert le 15 juin 1933 par l'astronome sud-africain Cyril V. Jackson.

## Historique
Le lieu de découverte, par l'astronome sud-africain Cyril V. Jackson, est Johannesburg (UO).
Sa désignation provisoire, lors de sa découverte le 15 juin 1933, était 1933 LB.

## Caractéristiques
Sa distance minimale d'intersection de l'orbite terrestre est de 0,859 790 ua.